# اندیس کاخ علی منصور
کاخ علی منصور یک اندیس فلزی است که در حوالی شهر فردوس استان خراسان قرار دارد و مادهٔ معدنی موجود در آن، مس است.  